# Saint-Jean-Bonnefonds
Saint-Jean-Bonnefonds är en kommun i departementet Loire i regionen Auvergne-Rhône-Alpes i centrala Frankrike. Kommunen ligger i kantonen Saint-Étienne-Nord-Est-2 som tillhör arrondissementet Saint-Étienne. År 2022 hade Saint-Jean-Bonnefonds 6 594 invånare.

## Befolkningsutveckling
Antalet invånare i kommunen Saint-Jean-Bonnefonds
| Referens: INSEE |